# Sekiya Hiromi
Hiromi Sekiya (sinh ngày 6 tháng 5 năm 1975) là một cầu thủ bóng đá người Nhật Bản.

## Sự nghiệp câu lạc bộ
Hiromi Sekiya đã từng chơi cho Shimizu S-Pulse.